# Pieter Plas

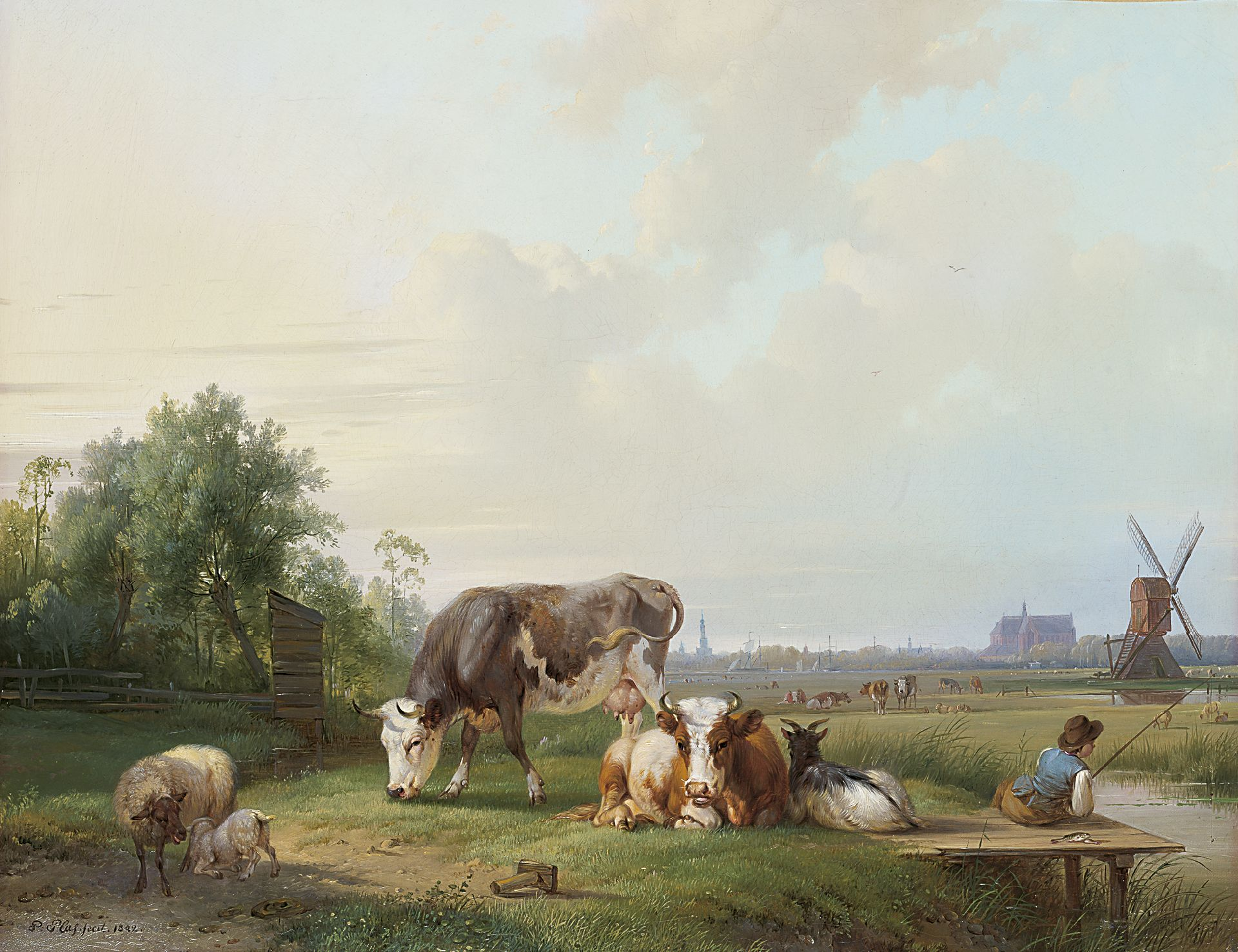
Ruhendes Vieh und Angler in einer Landschaft mit Alkmaar in der Ferne

Pieter Plas (* 2. März 1810 in Alkmaar; † 1. Oktober 1853 ebenda) war ein niederländischer Landschafts- und Tiermaler sowie Kunstpädagoge.
Pieter Plas war als Sohn des Haus- und Kutschenmalers Laurens Plas und Cornelia Berger geboren. Er arbeitete bis zu seinem 24. Lebensjahr in der väterlichen Firma, während er zwischenzeitlich eine Ausbildung beim Stadtarchitekten Adrianus de Visser erhielt. 1835 ließ er sich in Hilversum nieder, wo er zwei Jahre lang Schüler von Jan van Ravenswaay und Willem Bodeman wurde. Gemeinsam mit Ravenswaay besuchte er Drenthe. Danach kehrte er 1837 nach Alkmaar zurück, wo er bis 1846 blieb. Den Zeitraum von 1846 bis 1848 verbrachte er in Haarlem. Die letzten fünf Jahre wohnte er in Alkmaar.
Er wurde Mitglied der „Kunst zij uns doel“ Künstlergemeinschaft. Die Alkmaarer Teekongenootschap (Zeichnergenossenschaft) beauftragte ihn mit der Leitung der dortigen Malschule. Zu seinen Schülern gehörten u. a. Bernardus Gerardus ten Berge und  Hendrik Loth.
1841 heiratete er Catharina Alida ten Berge, die ihm fünf Kinder gebar.